# کوئنتین بونت
کوئنتین بونت (انگلیسی: Quentin Bonnet؛ زادهٔ ۲۴ اوت ۱۹۹۰) بازیکن فوتبال اهل فرانسه است.
از باشگاه‌هایی که در آن بازی کرده‌است می‌توان به باشگاه فوتبال ونس اشاره کرد.